# اسلیونیتسا
اسلیونیتسا شهری در استان صوفیه کشور بلغارستان است که جمعیت آن در سال ۲۰۰۱ میلادی ۷٬۸۷۸ نفر بوده‌است.